# Dicranum schistioides
Dicranum schistioides là một loài rêu trong họ Dicranaceae. Loài này được Broth. ex Iisiba mô tả khoa học đầu tiên năm 1929.